# Атанас Христов (опълченец)
Вижте пояснителната страница за други личности с името Атанас Христов.
Атанас Тонев Христов е участник в Руско-турската война (1877 – 1878), опълченец в Българското опълчение.

## Биография
Атанас Христов е роден през 1850 г. в село Раненци, Кюстендилско. Остава рано сирак, мести се в София и работи като прислужник в кафене, а впоследствие заминава на гурбет във Влашко. След обявяване на Руско-турската война през 1877 година постъпва в Българското опълчение, в 3-та рота на 5-а опълченска дружина на 6 май 1877 г. Участва в разгрома на турците при село Уфланли, Казанлъшко, на 4 юли, при Казанлък на 5 юли, в боевете при Стара Загора на 19 юли, при отбраната на Шипченския проход от 9 до 12 август и в сраженията при Шейново на 28 декември 1877 г. Уволнен е на 21 юни 1878 г. Живее и работи в родното си село като пеши пограничен стражар. През 1901 г. се установява в Кюстендил.
Членува в Народнолибералната партия (стамболовисти). Член на Поборническо-опълченското дружество – Кюстендил, а от януари 1931 г. – негов председател. Почетен гражданин на Габрово (1923), почетен гражданин на Кюстендил (1928).